# Łowicz Wałecki
Łowicz Wałecki – wieś w Polsce, położona w województwie zachodniopomorskim, w powiecie wałeckim, w gminie Mirosławiec.
| SIMC    | Nazwa    | Rodzaj                   |
| ------- | -------- | ------------------------ |
| 0528327 | Kierpnik | przysiółek przed 2025 r. |
| 0528340 | Zacisze  | osiedle przed 2025 r.    |

W latach 1975–1998 miejscowość administracyjnie należała do województwa pilskiego.

## Położenie
Wieś położona na Pojezierzu Wałeckim, w otoczeniu Puszczy Drawskiej nad jeziorem Łowicz, z którego wypływa rzeka Stawica, dopływ Korytnicy.

## Historia
Pierwsza wzmianka pochodzi z 1337, była to wieś po polskiej stronie przy granicy z Brandenburgią, co rodziło liczne konflikty graniczne.W 1772 tereny te zajęły Prusy. W 1939 powstało tu lotnisko niemieckie, skąd samoloty Luftwaffe startowały do lotów w czasie agresji na Polskę. W 1945 1 Armia Wojska Polskiego toczyła tu walki o przełamanie Wału Pomorskiego. Zwycięska dla Polaków bitwa kończyła panowanie reżimu III Rzeszy w Łowiczu Wałeckim.